# 瀬戸永泉教会
瀬戸永泉教会（せとえいせんきょうかい）は、愛知県瀬戸市杉塚町5にある日本キリスト教団の教会。
1900年（明治33年）に現在の礼拝堂が建てられた。礼拝堂は今日でも礼拝を行っている愛知県最古の木造教会であり、2010年（平成22年）には登録有形文化財に登録された。

## 歴史

### 瀬戸における伝道

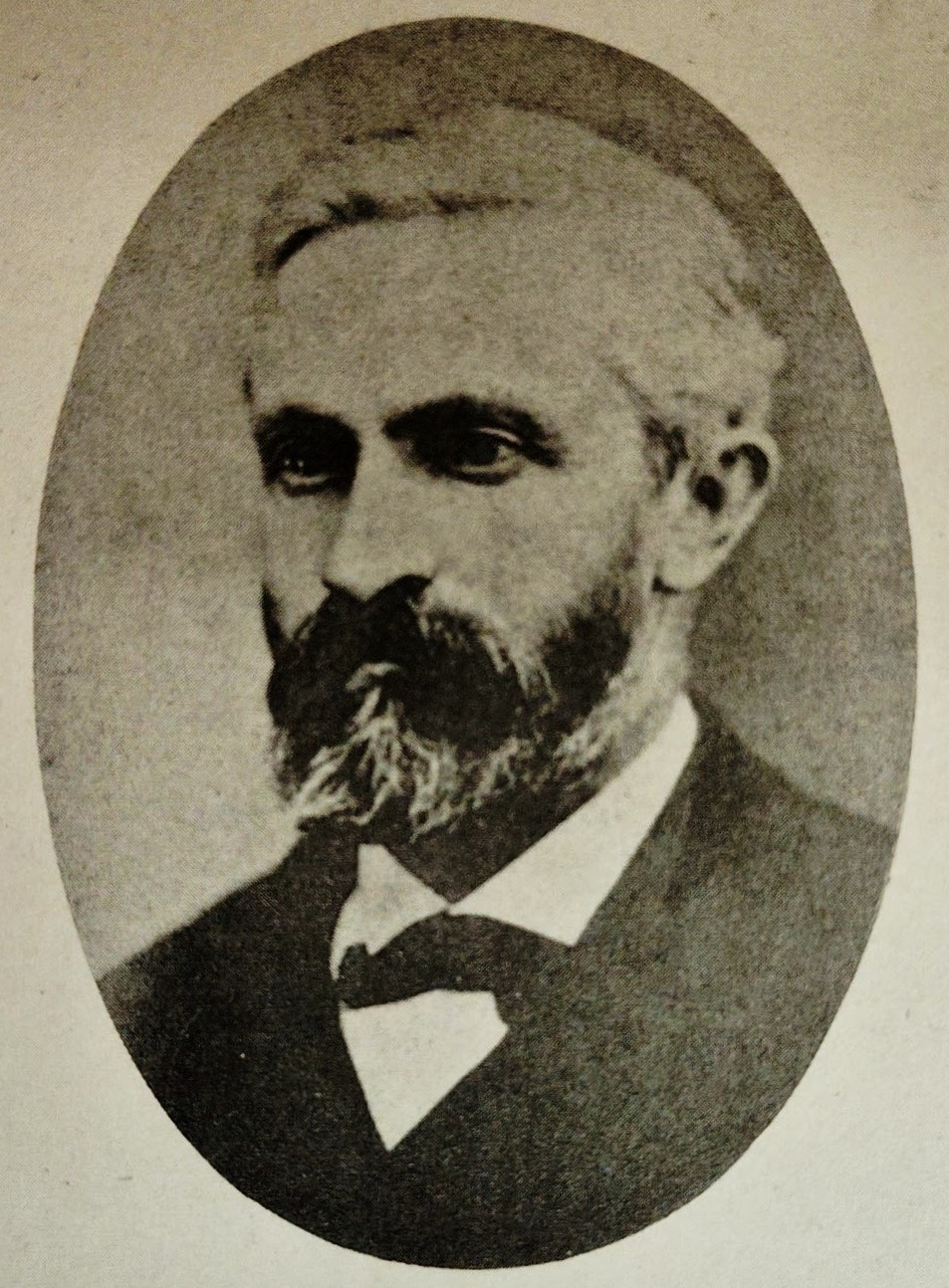
バラ宣教師

1877年（明治10年）頃には名古屋でプロテスタント系宣教師が伝道を開始した。
東春日井郡水野村（現・瀬戸市）にある東光寺の小野祖芳住職は仏教とキリスト教の融和を模索しており、牧師の山本秀煌や植村正久らと交友があった。1879年（明治12年）1月16日、小野祖芳は山本秀煌を東光寺に招き、檀家らに対してキリスト教の講義を聴かせた。仏教寺院でキリスト教の伝道を行うのは破天荒な出来事であり、批判を受けた小野祖芳が瀬戸を離れたことで東光寺は無住となった。なお、『水野のあゆみ』は山本の講義が行われたのが1880年（明治13年）2月であるとしている。
1882年（明治15年）から、名古屋市にある一致教会の阪野嘉一牧師は、毎月1回程度は瀬戸を訪れて伝道していた。鈴木雅彦宅に近い建物が永泉講義所とされ、毎週日曜に牧師の出講が行われた。発足当初の信徒は41人である。
1885年（明治18年）5月5日には鈴木雅彦宅において、米国長老教会宣教師のエドワード・ローゼイ・ミラーが100人の聴衆の前で演説会を行った。1888年（明治21年）10月20日には一致教会から分離して永泉教会が設立された。瀬戸村字薬師（現・瀬戸市）に設立されていた瀬戸町講義所と水野の永泉教会が並立していたが、1896年（明治29年）10月17日には永泉教会の瀬戸町講義所移転が決定し、11月8日には瀬戸永泉教会に改称して礼拝が開始された。
これらの伝道の結果、中水野村の有力者はほとんどキリスト教の信徒になったとされる。中水野村の素封家として日比野喜七がおり、長男の日比野慶之助は洗礼を受けて名古屋市の坂野嘉一宅に仮寓すると、愛知県尋常中学校（現・愛知県立旭丘高等学校）から同志社普通学部（現・同志社大学）に入学した。しかし、相次いで死去した両親をキリスト教の葬儀で弔った翌年に妻も死去したため、キリスト教に嫌気がさして仏教に転宗した。坂野嘉一が三重県四日市市に転任し、永泉講義所には牧師が不在となったこともあり、水野地区におけるキリスト教は立ち消えとなった。

### 礼拝堂の献堂後

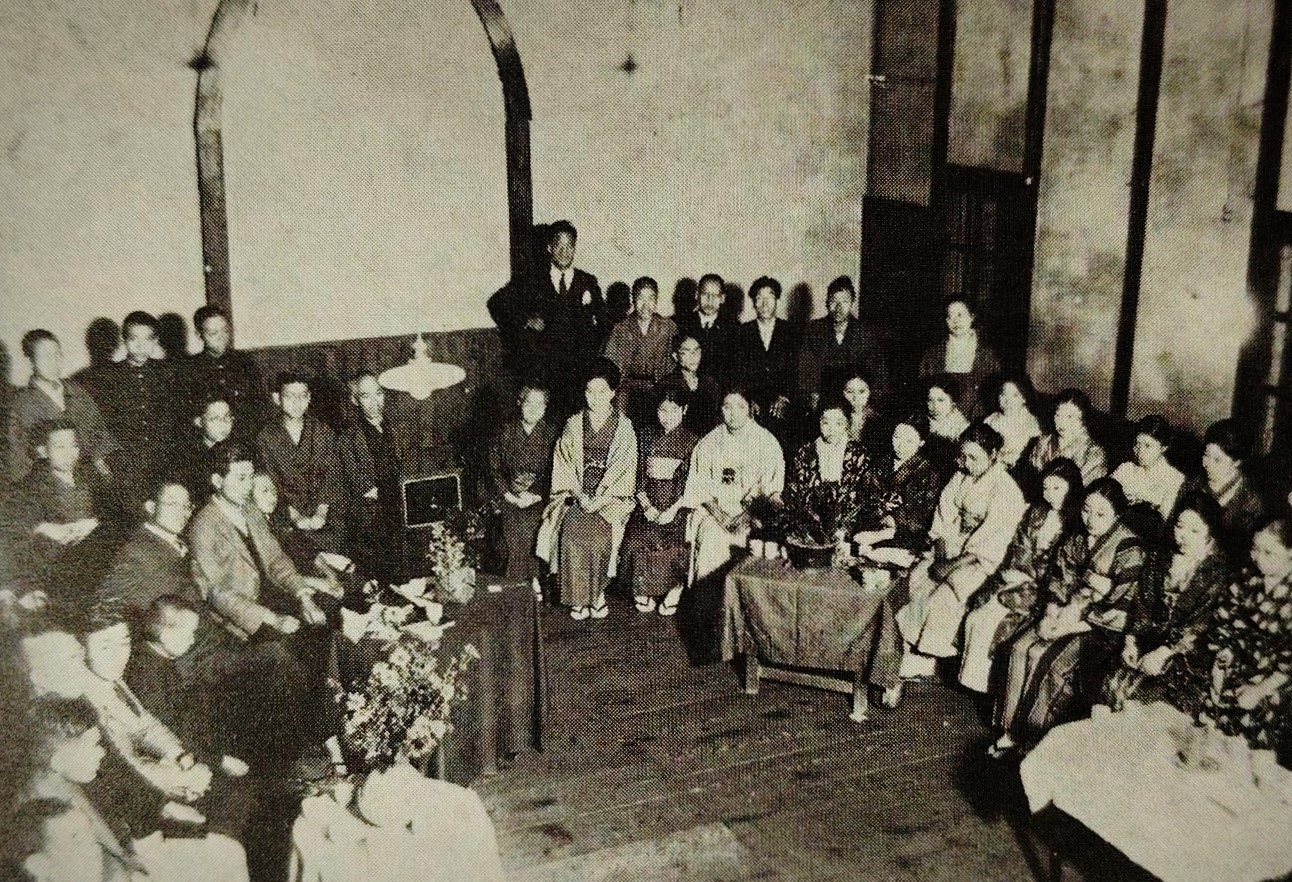
1927年のクリスマスにおける瀬戸永泉教会

瀬戸永泉教会の信徒が増加したことで、1899年（明治32年）には瀬戸町字前田に礼拝堂の建設が計画された。1900年（明治33年）11月25日、現在の礼拝堂の献堂式が行われた。司式者はアメリカ人宣教師のジェームス・ハミルトン・バラであり、バラは日本で初めてプロテスタント教会で洗礼式を授けた人物である。献堂式にはサムエル・フルトン、ロバート・マカルピンなども列席した。
建設費は約916円であり、うち423円は寄付金が充てられた。信者らの献金、しおりの制作、旧講義所の売却費などである。1907年（明治40年）には牧師館も完成し、1909年（明治42年）には礼拝堂と牧師館が改修された。1907年（明治40年）には伝道教会に格下げされて伝道局（ミッション）の監督下に入ったが、1930年（昭和5年）には再び伝導局から独立した。1932年（昭和7年）頃には、陶芸家の加藤唐九郎も瀬戸永泉教会の活動に参加していた。
1930年（昭和5年）から1932年（昭和7年）にも礼拝堂が改修された。聖書の講義に加えて英語の講習も行われたとされる。瀬戸における多くの著名人や知識人が瀬戸永泉教会で洗礼を受けた。1938年（昭和13年）4月1日に国家総動員法が公布されると、同年12月4日には教師の岡本繁男や教会員の伊藤處三が召集されて無牧となり、1939年（昭和14年）には再び伝道教会に格下げされた。1940年（昭和15年）には宗教団体法に基づく日本キリスト教団が成立したが、太平洋戦争中の1941年（昭和16年）には教会が解散に追い込まれた。
戦後には宗教団体法が廃止され、1947年（昭和22年）5月30日には第二種教会として瀬戸永泉教会が再設立された。1950年（昭和25年）11月26日にはJ・A・マカルピン（John Anderson McAlpine）宣教師による献堂50年記念礼拝が行われた。1963年（昭和38年）には長津栄が伝道師（後に教師）に着任し、1991年（平成3年）まで28年間にわたって教師を務めると、教勢を赴任時の5倍にまで増加させている。CBCラジオでは15年に渡ってラジオ番組「キリストへの時間」を担当し、瀬戸少年院では25年にも渡って教誨師を務めた。

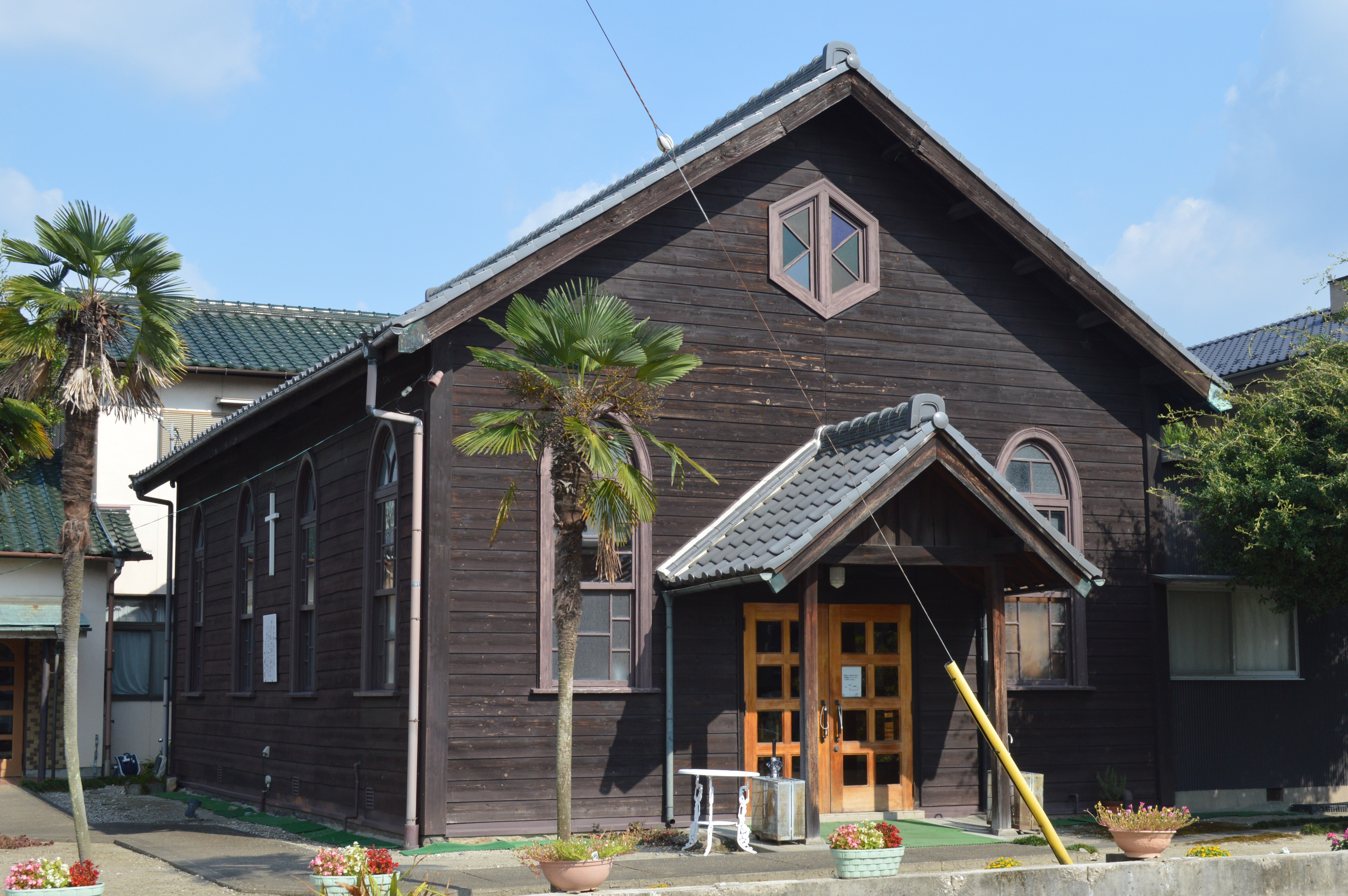
2021年の改修以前の礼拝堂（窓枠が茶色）

1973年（昭和48年）には母子室がほぼ完成し、1975年（昭和50年）には礼拝堂の北にプレハブ事務室が完成した。1978年（昭和53年）には牧師館がCS館として建て替えられ、1992年（平成4年）にはCS館の2階が増築された。1980年（昭和55年）にはプレハブ事務室を除却し、礼拝堂の南に事務室が建てられた。
1981年（昭和56年）1月1日には第一種教会に昇格した。1988年（昭和63年）10月23日には瀬戸永泉教会設立100周年を迎え、真山光彌による記念講演会が行われた。1989年（平成元年）にはアーレンオルガン社の電子オルガンが設置された。

### 近年の動向
2010年（平成22年）4月28日、礼拝堂が登録有形文化財に登録された。2014年（平成26年）以降には愛知登文会によって登録有形文化財の特別公開イベント「あいたて博」が開催されており、瀬戸永泉教会も特別公開に参加している。2021年（令和3年）に愛知登文会が発行した『あいちのたてもの いのりのば編』には瀬戸永泉教会も掲載された。
2021年（令和3年）には事務室や母子室を除却し、礼拝堂の南に増築棟が建てられた。2022年（令和4年）には第30回愛知まちなみ建築賞を受賞した。

## 礼拝堂
瀬戸市の中心部を流れる瀬戸川沿いにあり、敷地内に西面して建っている。木造平屋建、切妻造、桟瓦葺、妻入。桁行11m、梁間7.4m。とし、正面には玄関ポーチを有している。壁面は下見板張である。ゴシック建築によくみられる半円に近い尖塔アーチ形の上下窓があり、正面の上部には六角形の窓がある。小屋組には1891年（明治24年）10月28日の濃尾地震後に普及したとされるトラス構造が用いられている。

## 集会
- 主日礼拝 - 毎週日曜10時30分から11時30分[10]
- 祈祷会 - 毎週水曜の10時30分から12時、19時30分から21時[10]
- 教会学校 - 毎週日曜の9時から10時[10]

## 歴代教師
- 初代 1888年～1891年 加藤虎彦
- 2代 1891年～1898年 古澤久治
- 3代 1989年～1902年 西森拙三
- 4代 1904年～1911年 濱田遊亀萬
- 5代 1911年～1914年 八太舟三
- 6代 1914年～1916年 太田耕一
- 7代 1917年～1921年 井上藤蔵
- 8代 1921年～1929年 雨宮正士
- 9代 1929年～1931年 古田俊彰
- 10代 1931年～1934年 江口忠八

- 11代 1934年～1935年 吉川逸之助
- 12代 1936年～1938年 岡本重男
- 13代 1947年～1955年 福岡濱市
- 14代 1956年～1960年 久保田純一
- 15代 1963年～1991年 長津栄
- 16代 1993年～1998年 山畑謙
- 17代 1998年～2003年 長村亮介
- 18代 2003年～2007年 益守栄
- 19代 2007年～????年 高岡清

## 現地情報
所在地
- 489-0822 愛知県瀬戸市杉塚町5

交通アクセス
- 名鉄瀬戸線尾張瀬戸駅から徒歩約15分[11]